# Corydalis chaerophylla
Corydalis chaerophylla là một loài thực vật có hoa trong họ Anh túc. Loài này được DC. mô tả khoa học đầu tiên năm 1824.